# MÁV M38 sorozat
A MÁV M38 sorozat (iparvasútaknál A24) egy C tengelyelrendezésű dízel tolatómozdony sorozat, melyet a Magyar Vagon– és Gépgyár gyártott 1960 és 1961 között Rába M060 és M061-es gyári típusjellel. Vontatási feladata: könnyű tolatószolgálat, mellékvonali tehervonatok továbbítása. Beceneve: Vakond.

## Története
1960–1961-ben gyártottak 7 darabot. Az 1970-es évek közepén 5 darabot selejteztek, 2 darab pedig ipari mozdony lett, A24-es sorozatjellel.

## Szerkezete

### Járműszerkezet
A kerékpárok acélöntésű tárcsákkal, cserélhető abroncsokkal, külső elrendezésű gördülőcsapágyakkal készültek. A tengelyhajtás homlokkerék- és kúpkerékpárból áll és a sebességváltó elosztóházából kapja a hajtást kardántengelyen keresztül. Az alvázkeret lemezből, hegesztett kivitelben készült, MÁV-szabvány szerinti ütközőkkel és csavarrugós vonókészülékkel. A mozdony 6 db lemezrugóra támaszkodik, melyek a tengelyterhelés egyenletes elosztására himbás kiegyenlítőkarral van ellátva. A géptérburkolat lemezből és idomvasakból, hegesztett kivitelben készült. A vezetőfülke jól szigetelt, padlója fából készült. A géptér burkolata könnyen leemelhető. A vezetőálláson valamennyi kezelőszerv, az átmenő légfék vezetői szelepe kivételével a vezetőfülke mindkét oldalán megtalálható, így a mozdony mindkét oldalról kényelmesen vezethető. A vezérlőasztal mindkét oldalán egy-egy közös tengelyre szerelt kerék van a motortöltés szabályozására és a vezérlési műveletekhez. A tolató–vonali fokozatváltó vezértolattyúját az asztalon helyezték el, akárcsak az összes műszert magába foglaló műszerfalat.

### Gépi berendezés
A mozdony erőforrása egy Ganz–MVG 12 JV 13,5/17 típusú 12 hengeres V elrendezésű Ganz–Jendrassik rendszerű előkamrás szívó dízelmotor, amely gumirugókra támaszkodik. Az üzemanyagot egy, a motortérben elhelyezett 150 literes és egy, a vezetőfülke alatt lévő tartályban helyezték el. A dízelmotor előkardánnal hajt egy gyorsító előtétet, mely az UVA SRM DS 1 típusú hidromechanikus hajtóműhöz csatlakozik. A hajtómű egy hidrodinamikus nyomatékmódosítóból és egy úgynevezett hamis bolygóműből, valamint egy ferodobetétes tengelykapcsolóból áll. A hidrodinamikus nyomatékmódosító vezetőkereke szalagfékkel rögzíthető/oldható. Az első fokozatban a vezetőkerék szabadon forog, a turbinakerékkel ellentétes irányban. A vezetőkeréken keletkező nyomatékon a bolygókeréken és a belső fogazású dobon keresztül átadja a turbina- (kimenő) tengelyre, így a hajtómű kis mérete ellenére viszonylag nagy nyomatékot tud átvinni. A bolygókerekek közben álló tengelyeik körül forognak, de a napkeréken nem gördülnek körül. A második fokozat a maximális sebesség 72%-ánál kapcsolódik. Ilyenkor a vezetőkerék a házhoz rögzül, így a nyomatékmódosító a hagyományos módon működik. Ekkor a bolygókerekek már körbegördülnek az álló napkeréken. A harmadik fokozatban a ferodobetétes tengelykapcsoló a szivattyú- (bemenő) és a turbina- (kimenő) tengely között mechanikus kapcsolatot hoz létre, azaz a harmadik fokozat jó hatásfokú direkt fokozat. A hajtóművel hidrodinamikus fékezés is lehetséges. A hajtómű közvetlen kapcsolódik a homlokfogaskerekes irány- és fokozatváltóhoz, melyek csak álló helyzetben kapcsolhatók.
 A levegőellátást egy 1100 l/min teljesítőképességű Ganz Mk 135 típusú dugattyús légsűrítő biztosítja, a villamos fogyasztókat egy 2,2 kW-os töltődinamó és a 310 Ah-s, 24 V-os akkumulátor látja el. Mind a légsűrítőt, mind a töltődinamót, mind a hűtőventilátort egy gumirugós alapra elhelyezett mechanikus elosztóhajtással a dízelmotorról táplálják.